# Фонд поддержания махаянской традиции
Фонд поддержания махаянской традиции (ФПМТ; англ. Foundation for the Preservation of the Mahayana Tradition) — международная буддийская организация, основанная в 1975 году ламами Тубтеном Еше и Сопой Ринпоче, которые начали преподавать буддизм своим западным ученикам в Непале. В настоящее время ФПМТ объединяет более 160 центров в 37 странах. 

## История
Хотя лама Еше сначала отнёсся без сочувствия к просьбам Рашевской о запуске т. н. «медитационного курса», утверждая, что согласно традиции монастыря Сэра Дже медитацией следует заниматься лишь после прохождения интенсивного многолетнего обучения «пяти предметам», в 1971 году он дал ламе Сопе разрешение возглавить в Копане первый такой курс для западных учеников. Сопа Ринпоче вёл их до 1975 года, а также время от времени и после этого периода.
В начале 1970-х годов в этих курсах поучаствовало несколько сотен выходцев с Запада, которых исторические описания и воспоминания характеризуют как участников движения хиппи, которым особенно импонировал стиль преподавания ламы Еше. Дж. Сэмюэл называет характерным тот факт, что в этот период оба ламы ещё не нашли широкой поддержки среди «этнических» буддистов — тибетцев и непальцев (несмотря на статус малого тулку у Сопы Ринпоче), и что их деятельность не пользовалась поддержкой со стороны Тибетского правительства в изгнании в Дхарамсале. Согласно его выводам, их готовность обучать западных учеников проистекала в большой мере из отсутствия других источников поддержки. Тем не менее, Сэмюэл отмечает, что попытки создания такой международной сети имели достаточно прецедентов в истории тибетского буддизма.
В декабре 1973 года лама Еше посвятил в монахи четырнадцать мужчин и женщин из стран Запада, дав начало Международному институту Махаяны. Примерно в это же время его ученики стали возвращаться в свои родные страны, результатом чего стало последовательное возрастание числа буддийских центров в этих странах.
В своём описании ФПМТ Дж. Пейн особо отмечает харизму, интуицию и организационные способности ламы Еше, находя примечательным тот факт, что беженцу без каких-либо финансовых ресурсов и способностей к языку удалось создать международную сеть из более чем сотни центров и учебных групп.
Д. Кей делает следующее наблюдение:

Проект ламы Еше по созданию и функционированию эффективной организационной и административной структуры внутри ФПМТ создал потенциал для трений на местном уровне. Аффилиированные с организацией центры с самого начала были довольно автономны, но к концу 1970-х всё больше подпадали под централизованный менеджмент и контроль.

В результате этого, по словам Кея и Сэмюэла, в то время как ФПМТ консолидировала свои структуры и практики, несколько местных групп и учителей отпали от неё и основали собственные сети. В 1979 году ФПМТ покинул геше Лоден из австралийского Института Ченрезига, занявшись созданием собственной структуры. Геше Келсанг Гьяцо вместе со своими учениками вызвали отпадение от Фонда его главного английского центра — Института Манджушри. Основные противоречия вызывал вопрос идентификации местных центров и их членов либо лично с ламой Еше, либо со школой гелуг, их резидентными учителями или тибетским буддизмом в целом. В настоящее время ФПМТ требует от своих лам подписать т. н. «Соглашение геше», где чётко сформулированы требования к ним со стороны организации. Во время разгоревшегося конфликта вокруг практики Дордже Шугдена ФПМТ поддержала запрет Далай-ламы на поклонение этому божеству.

## Структура
На данный момент существует более 160 буддийских центров в 37 странах, ассоциированных с ФПМТ. Все они связаны с центральной организацией напрямую и финансируются независимо, следуя общей этической политике ФПМТ и его духовному руководству. Учебные группы не аффилиированы с ФПМТ и проходят испытательный срок перед тем, как стать полноценным центром, проектом или службой Фонда.
ФПМТ возглавляется советом директоров, в который входит и духовный руководитель (на сегодняшний день Сопа Ринпоче). Международный офис ФПМТ имеет исполнительную функцию. Председателем ФПМТ на данный момент (2015) является монах Роджер Кунсанг.
 Далай-лама играет в ФПМТ почётную роль «вдохновителя и проводника».
- 2000—2005 Таос, штат Нью-Мексико (США)
- 1989—2000 Сокуэл, штат Калифорния (США) — Земля Будды Медицины
- 1984—1989 Помайя, Тоскана (Италия) — Институт Ламы Цонкапы
- 1975—1984 Катманду (Непал) — монастырь Копан

Полный список центров, проектов и служб ФПМТ находится на сайте организации.

## Образовательные программы
Часто ученики знакомятся с ФПМТ в течение коротких курсов и ретритов, которые устраиваются в различных его центрах. Прототипом их всех является ежегодный месячный курс медитации в Копане, проводящийся там с 1971 года.
Многие центры ФПМТ имеют стандартизованную образовательную программу, модули которой доступны на DVD или рамках дистанционного обучения. На данный момент доступны три курса, разработанные отдельно и мало коррелирующие друг с другом:
- «Открытие буддизма», двухгодичный курс по ламриму из 14 модулей.

- «Основание буддийской мысли» (два года, шесть модулей), разработанный геше Таши Церингом для лондонского центра «Джамьянг»; доступен для удалённого обучения.

- Базовая программа ФПМТ (пять лет, девять модулей). На 2008 год эта программа была доступна в 30 центрах ФПМТ.

Студенты, желающие продолжить обучение, могут это сделать следующим образом:
- Магистерская программа ФПМТ (с 1998 года)

Шестилетнее традиционное обучение, использующее сжатую программу обучения геше. Разработана для пополнения кадрового состава учителей ФПМТ. Доступна в Институте Ламы Цонкапы (Италия)
- Колледж «Майтрипа» в Портленде (программа с 2006 года)

трёхлетняя магистерская программа (по буддологии). Колледж претендует на получение региональной аккредитации.
- Программа для переводчиков «Ринчен Зангпо» (с 1996 года)

двухлетний интенсивный курс тибетского в Дхарамсале, за которым следует двухлетняя переводческая практика. Основана для образования переводчиков для ФПМТ.

## Проекты
Наиболее масштабным проектом ФПМТ является проект «Майтрея» — строительство 152-х метровой статуи Майтреи в Бодхгае (Индия). Также следует отметить продовольственный фонд «Сэра Дже», который с 1991 года обеспечивает трёхразовое питание 2600 монахам в монастыре Сэра Дже.

## Внешние ссылки
- Фонд поддержания Махаянской традиции
- Программа обучения переводчиков «Лоцзава Ринчен Зангпо»
- Проект «Майтрея» Архивная копия от 27 сентября 2016 на Wayback Machine
- Институт «Лама Цонкапа»
- Институт «Майтрипа»
- Земля Будды Медицины
- «ФПМТ — документальный фильм» (видео)